# Testaieu
I testaieu sono un piatto tipico della cucina regionale ligure, molto diffuso principalmente nel levante della città metropolitana di Genova e, tradizionalmente in Val Graveglia.
La preparazione prevede un impasto mediamente fluido di acqua e farina in parti uguali con l'aggiunta di sale, che va versato in testetti di terracotta precedentemente arroventati su fuoco a legna. Questi ultimi sono fabbricati prevalentemente a Iscioli, una frazione del comune di Ne.
Al termine di una breve cottura dentro i testetti impilati lontano dal fuoco, i testaieu vengono usualmente serviti conditi con svariati condimenti, fra cui il pesto, oppure secondo la tradizione più povera della cucina dell'entroterra ligure, semplicemente con olio e formaggio oppure olio e aglio.
Differiscono dai panigacci della Lunigiana perché i testi sono leggermente più profondi e di conseguenza risultano più alti di spessore, all'interno rimangono leggermente crudi.
Si possono anche preparare con farina di castagne che in passato era un alimento di facile reperimento nella zona di Statale.
Si tratta dunque di un cibo poverissimo che veniva consumato dalla popolazione locale con quel poco che la terra poteva dare e veniva recuperato anche il calore dei testetti che una volta usati per la preparazione delle vivande venivano fasciati in un panno e sistemati sotto le coperte per regalare un po' di tepore durante le rigide notti invernali.